# Sport cérébral
Sport Cérébral est une marque d'édition de revues de jeux, ayant commencé par publier des mots croisés en 1955. Elle appartient à la société Keesing France. 

## Historique
Le numéro 1 de la revue de mots croisés Sport cérébral paraît en novembre 1955. Puis la revue prend le titre Sport cérébral hebdo, et des suppléments apparaissent : des cahiers trimestriels en 1957, un supplément poche,. Huit autres titres sont créés dans les années 1960. 
En 2005, Sport Cérébral introduit le Sudoku (moderne) en France, rapidement imité par Le Figaro puis le reste de la presse française. En octobre 2018, Sport Cérébral lance une collection Prestige déclinée en 5 formats. 

## Description
Sport cérébral publie actuellement des revues de jeux divers : mots fléchés, mots croisés, sudoku, mots codés, mots casés, mots mêlés et masqués, nombres fléchés, jeux de logique variés dont les intégrammes. 